# گوسپورت (آلاباما)
گوسپورت (به انگلیسی: Gosport) یک منطقهٔ مسکونی در ایالات متحده آمریکا است که در شهرستان کلارک، آلاباما واقع شده‌است. گوسپورت ۳۴٫۱۴ متر بالاتر از سطح دریا واقع شده‌است.